# Sycorax (maan)
Sycorax is een maan van Uranus. De maan is in 1997 ontdekt door Brett Gladman, Phil Nicholson, Joseph Burns, and JJ Kavelaars met behulp van de 200-inch Hale telescoop. Sycorax is genoemd naar een heks uit Shakespeares stuk "The Tempest"; tevens is zij daarin de moeder van Caliban.
Sycorax is waarschijnlijk de grootste van de kleine satellieten van Uranus. De diameter is namelijk geschat op basis van de helderheid bij een aangenomen Albedo van 0,07.
Miranda · Ariel · Umbriel · Titania · Oberon

Cordelia · Ophelia · Bianca · Cressida · Desdemona · Juliet · Portia · Rosalind · Cupid · Belinda · Perdita · Puck · Mab · Francisco · Caliban · Sycorax · Margaret · Prospero · Setebos · Stephano · Trinculo · Ferdinand